# Landeseissportverband Schleswig-Holstein
Der Landeseissportverband Schleswig-Holstein ist der Fachverband für Eissportarten. Er fördert u. a. die ihm angegliederten Sportarten. Die angeschlossenen Vereine bieten Eissport in Schleswig-Holstein in den Sportarten Eishockey, Eisstockschießen, Eiskunstlauf und Eissegeln an. Curling und Eisschnelllauf bietet kein Verein an (Stand 2025).

## Sportarten und Vereine im LEV Schleswig-Holstein

### Eishockey
Stand 2019 sind vier Eishockey-Vereine Mitglied des LEV-SH. Davon ist nur der CE Timmendorfer Strand im Senioren-Spielbetrieb aktiv. Der Timmendorfer ESV ist im Nachwuchsbereich tätig. Der EHC Lübeck, ebenfalls im Stadion in Timmendorfer Strand, sowie der SV Brokdorf Barracudas sind nicht im regulären Spielbetrieb gemeldet.
Der frühere ETC Timmendorfer Strand war der erfolgreichste Verein Schleswig-Holsteins und spielte zwischen 1993 und 1997 in der damals zweithöchsten Spielklasse, der 1. Liga, und wurde 1994 deren Vizemeister.
Der 1984 gegründete Flensburg-Harrisleer EC spielte in den 1990ern zeitweise in der Regionalliga Nord. Nach Kündigung des Mietvertrags mit der Eishalle in Harrislee 2003 war der Club nicht mehr aktiv und schied 2014 aus dem LEV-SH aus.

### Eissegeln
Eissegeln wird seit 1987 von der Eissegelgemeinschaft Ratzeburger Seen e. V. angeboten. Diese Sparte umfasst 58 Mitglieder. Mit dieser Zahl ist die Eissegelgemeinschaft Ratzeburg eine der größten Eissegelgemeinschaften Deutschlands.

### Eisstocksport
Eisstockschießen wird in den Verein SV Adelby (Flensburg), PSV Neumünster, Möllner SV und ESC Klein Nordende praktiziert. Es finden regionale Landesmeisterschaften teil; die Eisstockschützen aus dem LEV Schleswig-Holstein spielen allesamt in der Eisstock-Bundesliga. Ihre Mitgliederzahlen belaufen sich auf 69 (Stand 2014).

### Sonstiges
Eissportvereine finden sich ferner in Brokdorf und Halstenbek. Die im LEV Schleswig-Holstein registrierten Vereine haben 2025 insgesamt 602 (2024: 616) Mitglieder. Verbandsvorsitzender ist Wolff-Dietrich Prager.